# Eberau
Eberau (en húngaro: Monyorókerék) es una ciudad localizada en el Distrito de Güssing, estado de Burgenland, Austria.
- Datos: Q569835
- Multimedia: Eberau / Q569835

1. ↑  Worldpostalcodes.org, código postal n.º 7521.